# SAMUP
 (avril 2009).
 (avril 2009).
Si vous disposez d'ouvrages ou d'articles de référence ou si vous connaissez des sites web de qualité traitant du thème abordé ici, merci de compléter l'article en donnant les références utiles à sa vérifiabilité et en les liant à la section « Notes et références ».
La Chambre syndicale des artistes musiciens de Paris fut fondé le 13 mai 1901 par Gustave Charpentier. Pierre Boulez en fut le Président d'Honneur jusqu'en 2016. Le SAMUP a créé en 1902 avec Alfred Bruneau, la Fédération des Artistes musiciens. 

## Historique
- 1777 Fondée en 1777 sous l'impulsion de Beaumarchais, la SACD a pour mission de protéger les droits des auteurs
- 1791 Loi Le Chapelier(17 juin).
- 1850 Ernest Bourget a imposé en 1847 la rémunération de son œuvre dans le café-concert le plus couru de l'époque : " Les Ambassadeurs ". Il fait reconnaître devant les tribunaux ce droit légitime fondé sur les textes révolutionnaires.
- 1850 Le syndicat provisoire des auteurs, compositeurs et éditeurs de musique. C'est un an plus tard, que la structure du syndicat prend la forme d'une société civile composée de sociétaires : auteurs, compositeurs et éditeurs se répartissent les droits perçus de façon égalitaire, règle conservée jusqu'à nos jours. Ainsi est née la Sacem.
- 1870, les artistes dramatiques, lyriques et musiciens constituent la première Chambre syndicale.
- 1871 le premier Syndicat des musiciens est créé, son siège était à l'Opéra.
- 1876 16 décembre, l’association syndicale des artistes musiciens instrumentistes est créée (avec des statuts)
- 31 mars 1880, un artiste de café-concert, Raymond Broca comédien, crée la Chambre syndicale des artistes dramatiques, lyriques, suivie de l’Union des artistes.
- 1901 13 mai à la Bourse du Travail, création de la chambre syndicale des musiciens parisiens (SAMUP)
- 1901 22 juillet : Il est décidé que la chambre syndicale adhère à l’Union Syndicale des Syndicats de la Seine
- 1901 Texte in extenso dans l'Aurore du 14 mai 1901
- 1902 10 mai : La Chambre Syndicale des musiciens de Paris prend l’initiative de créer la Fédération des artistes musiciens de France, le courrier de l’orchestre est le bulletin de la chambre syndicale. *Premier mot d’ordre de grève générale qui est un véritable succès.
- 1902 Création d’un syndicat jaune des musiciens
- 1903, à l’initiative du SAMUP, la première Fédération de métier s'organise

1. les artistes sont des travailleurs comme les autres : ils ont des intérêts à défendre et ils ne peuvent le faire que collectivement,
2. le spectacle est une œuvre commune à chacun et à tous
3. pour agir efficacement en tant que salarié, il faut le faire avec l'ensemble des autres travailleurs de toutes les professions, de toutes les industries.

- 1903 La Fédération des artistes musiciens de France adhère directement à la CGT.
- 1909 Constitution de la Fédération générale du Spectacle «La Fédération des artistes musiciens de France » en est adhérente
- 1914 Naissance de l’Artiste Musicien de Paris publié par la chambre syndicale des musiciens de Paris
- 1914 Fusion de la Fédération générale du Spectacle, de la Fédération des artistes Musiciens, et de la Fédération des syndicats du Spectacle pour former la Fédération du Spectacle adhérente à la CGT
- 1919 Création de la CFTC.
- 1956 Création du SNAM (syndicat national des artistes musiciens)
- 1959 Création de la SPEDIDAM société de perception des droits des artistes interprètes de la musique
- 1966 Grève générale des studios.
- 1968 Bouleversement de la société française. 24 mai 1968, création d’un comité de grève musiciens lors d’une assemblée générale au studio Davout
- 1969 Loi sur la présomption de salariat de l’Artiste
- 1972 Création de l’AFDAS (fonds de formation professionnelle du spectacle) Premiers stages de Jazz en France
- 1973 Création de la CARBALAS caisse de retraite complémentaire pour les artistes du spectacle aujourd'hui AUDIENS
- 1976 Refonte des statuts du SNAM et du SAMUP. Volonté d’une élection par secteur d’activité afin de retrouver au conseil syndical les représentants de tous les secteurs d’activités
- 1977 Rupture du programme commun. Charte des effectifs de la CGT.
- 1980 Création de la feuille de présence permettant d’identifier les artistes lors d’enregistrement sonore et audiovisuel (accord SNEPA/SNAM)
- 1985 3 juillet : loi Lang
- 1992 Décret portant création de la filière culturelle dans la fonction territoriale en (1992 1600 titulaires professeurs de la musique, en 2001 14000 titulaires)
- 1993 Le SNEP dénonce les accords SNAM/SNEP l’objectif étant de renégocier les droits de propriété intellectuelle
- 2000 Décret portant création du guichet unique (pour le paiement des cotisations sociales) concernant les intermittents du spectacle.
- 2001 Congrès du SAMUP contesté par huit adhérents.
- 2002 Année de trois congrès du SAMUP à la suite des interventions en justice diligentées par la FNSAC CGT, le SNAM CGT et les huit adhérents contre le SAMUP. Arrêt du 05/02/2009 de la cour d'appel de paris, 18e chambre, section C (RG n° 07/08003) annulant les congrès du Samup des 8 juin 2001 et 5 mai, 1er et 2 juillet 2002 - En conséquence, les décisions de dés-affiliation de la Cgt sont susceptibles d'être invalidées.
- 17 mars 2003 Le SAMUP se désaffilie du SNAM-Cgt et devient ainsi une organisation indépendante sans lien avec une centrale syndicale. Le même jour, il adhère à A.I.C.E., union de syndicat (syndicat national des artistes interprètes, créateurs et enseignants de la musique, de la danse, de l’art dramatique et des arts plastiques)
- Création du SAMUP CNSMD de Paris et de Lyon

AICE se transforme en Fédération Nationale SAMUP
- 26 juin 2003 Nouveau protocole concernant les annexes 8 et 10 de l’UNEDIC, Les artistes subissent une déstabilisation de leur régime d’allocation-chômage et un mouvement sans précédent perturbe les festivals d’été jusqu'à l'annulation pour certains.
- La Fédération Nationale SAMUP (Union de Syndicats des Artistes Interprètes Créateurs et Enseignants de la Musique, de la Danse et de l'Art Dramatique de France) a été fondée en mars 2003 à l'initiative du SAMUP.
- "La Fédération Nationale des services publics (SAMUP) a été créée en 2014 elle est l'Union des organisations représentants les actifs et retraités des services publics (SAMUP).
- 10 octobre 2016, arrêté du ministère du travail fixant la liste des organisations syndicales représentatives dans le spectacle vivant. le SAMUP est considéré comme représentatif.

## La position du SAMUP
- Instauration des votes à bulletin secret
- Transparence des  comptes
- Mise en place d’une cotisation obligatoire pour tous les salariés.